# 雷欽斯
雷欽斯（德語：Rhäzüns，羅曼什語發音：[ʁɐˈtsen] ⓘ）是瑞士格勞賓登州的市镇，位於該國東部，面積13.38平方公里，海拔高度657米，2011年人口1,338，六成居民信奉羅馬天主教，人口密度每平方公里101人。